# 2019 год в Азербайджане
В этой статье приведены события, произошедшие в 2019 году в Азербайджане.
- Год Насими[1]

## Январь
- 16 января — введён в эксплуатацию завод «SOCAR карбамид»[2][3].

## Февраль
- 5 февраля — Исмаиллинское землетрясение[4][5]
- 18 февраля — открыт завод по производству полиэтилена высокой плотности «SOCAR Polymer»[6][7]

## Апрель
- 6 апреля — родился 10-миллионный житель Азербайджана[8]

## Май
- 2—3 мая — V Всемирный форум по межкультурному диалогу[9]

## Июнь
- 30 июня — 10 июля — в Баку проведена 43-я сессия комитета Всемирного наследия ЮНЕСКО[10][11]

## Июль
- 7 июля — исторический центр Шеки вместе с Ханским дворцом включены в список Всемирного наследия ЮНЕСКО[12]
- 26 июля — учреждён конкурс «Восхождение»[13][14]

## Сентябрь
- 27 сентября — Азербайджан стал участником Группы 77[15][16][17]

## Октябрь
- 15 октября — VII саммит Совета сотрудничества тюркоязычных государств (Баку)[18][19]

- 25—26 октября — XVIII Саммит[англ.] глав государств и правительств стран-членов Движения неприсоединения (Баку)[20][21]

## Ноябрь
- 14—15 ноября — II Бакинский саммит религиозных лидеров мира[22]
- 26 ноября — отмечен 100-летний юбилей Бакинского государственного университета[23]
- 30 ноября — в поселке Ипсала в турецкой провинции Эдирне состоялась церемония открытия части газопровода TANAP[24]

## Декабрь
- 13 декабря — сдан в эксплуатацию первый танкер, построенный на Бакинском судостроительном заводе

- 23 декабря — прошли очередные муниципальные выборы[25]

## В спорте
- 31 марта — 9 апреля — 6-й Мемориал Гашимова
- 28 апреля — Гран-при Азербайджана 2019[26]
- 29 мая — в Баку прошёл Финал Лиги Европы УЕФА 2019
- 21—27 июля — В Баку проведён Летний Европейский юношеский Олимпийский фестиваль[27]
- 16 августа — Начался Чемпионат Азербайджана по футболу 2019/2020

- 16—22 сентября — В Баку проведён чемпионат мира по художественной гимнастике 2019[28][29]

## Скончались
- 9 мая — Ариф Меликов, композитор[30][31][32]